# Río Ure
El río Ure es un río de North Yorkshire, Inglaterra. Es el principal curso fluvial de Wensleydale, que es el único del famoso Yorkshire Dales en recibir su nombre por un pueblo en vez de por su río. El antiguo nombre del valle que deriva del nombre del río era Yoredale.
El Ure es considerado a veces como tributario del río Ouse, pero la transición se conoce por lo general como un cambio de nombre, más que como el comienzo del nuevo río. No obstante, el río que está debajo del punto de transición se encuentra comunicado con el ya mencionado Ouse. 
Entre los afluentes se encuentran el río Swale y el río Skell.
El nombre puede derivar de la palabra vikinga que designa a la tierra fértil buena. De forma alternativa, pudo haber sido llamado originalmente Jor, más adelante Yore, posiblemente del celta Isura, cuyo significado sería "bendito".

## Curso
La atracción más importante cercana al Ure es el National Park Centre, próximo a Hawes; a unas pocas millas al este, el río sigue el curso de las cataratas Aysgarth. 
El río pasa luego por el Castillo de Middleham, y más adelante por las ruinas de la abadía de Jervaulx Abbey. A continuación cruza el pueblo de Masham, que es la sede de la famosa cervecería Theakston.
Las siguientes atracciones son la Torre de Marmion en West Tanfield, y Norton Conyers. 
A continuación atraviesa la ciudad histórica de Ripon y su catedral, una de las más refinadas del país. El río luego fluye hacia Newby Hall y los antiguos monumentos conocidos como Devil's Arrows (los arcos del Diablo).
La carretera A1 pasa por encima del Ure, justo sobre el oeste del pueblo de Boroughbridge. Poco después, el río se convierte en el río Ouse.
- Datos: Q19717
- Multimedia: River Ure / Q19717